# Сандра Берч
Сандра Берч (англ. Sandra Birch; нар. 3 вересня 1969) — колишня американська тенісистка.
Найвищу одиночну позицію світового рейтингу — 187 місце досягла 11 вересня 1989, парну — 163 місце — 11 вересня 1989 року.
Найвищим досягненням на турнірах Великого шолома було 2 коло в парному розряді.

## Фінали Туру WTA

### Парний розряд (0-1)
| Результат | Дата          | Турнір          | Рівень      | Покриття | Партнерка  | Суперниці                 | Рахунок  |
| --------- | ------------- | --------------- | ----------- | -------- | ---------- | ------------------------- | -------- |
| Поразка   | OTB Open 1989 | Скенектаді, США | Категорія 1 | Тверде   | Деббі Грем | Мішелл Джаггерд-Лай Ху На | 3–6, 2–6 |